# Gabriel Rodrigues dos Santos
Gabriel Rodrigues dos Santos, mais conhecido simplesmente como Gabriel (São Paulo, 5 de Junho de 1981) é um ex-futebolista brasileiro que atuava como lateral-direito.
Gabriel é filho do ex-jogador Wladimir.

## Carreira
Gabriel começou sua carreira no São Paulo Futebol Clube, onde chegou em maio de 1997. Estreou em setembro de 2001, contra o Paraná, no Morumbi, pelo Campeonato Brasileiro. No Tricolor Paulista, conquistou o Torneio Rio-São Paulo de 2001 e o Supercampeonato Paulista de 2002. Permaneceu por lá até o ano de 2004, quando o foi contratado pelo Fluminense.
Em 2005, ganhou um Campeonato Carioca, foi vice-campeão da Copa do Brasil e chegou no quinto lugar do Brasileirão com o Fluminense. Naquele mesmo ano foi eleito o melhor lateral direito do campeonato, pela votação da CBF, e bateu o recorde de lateral com mais gols em um único Campeonato Brasileiro.
Ainda em 2005, foi convocado para a Seleção Brasileira de Futebol, no amistoso contra a Guatemala.
Ao final de 2005, foi contratado pelo Málaga, da Espanha.
Após oito meses, em agosto de 2006, foi emprestado ao Cruzeiro até o termino do Brasileirão.
Voltou ao Fluminense e ajudou o clube a chegar à final da Copa Libertadores da América de 2008, da qual foi vice-campeão.
Despertou o interesse do Panathinaikos, da Grécia e o clube europeu pagou sua rescisão contratual, com Gabriel deixando o Fluminense em julho de 2008 para um contrato de 4 anos com o clube grego.
No dia 18 de agosto de 2010, após alguns dias de negociação com o Panathinaikos, o pai do jogador, Wladimir, confirmou à Rádio Gaúcha que Gabriel é o novo reforço do Grêmio fixando contrato de empréstimo sem custos (apenas salariais) até o fim de 2011. Ele desembarcou dia 23 de agosto em Porto Alegre, para no dia seguinte finalmente ser apresentado e assinar o contrato de um ano. Gabriel foi treinado por Renato Gaúcho, o qual já trabalhou junto pelo Fluminense em 2008. 
Marcou seu primeiro gol pelo Grêmio dia 26 de setembro de 2010, na vitória gaúcha por 2-1 fora de casa contra o Atlético Mineiro. O outro gol do Grêmio foi de Jonas.
Apesar de ainda vinculado ao Grêmio, Gabriel aguarda propostas para deixar o Tricolor gaúcho. Depois de atuar apenas quatro vezes com Vanderlei Luxemburgo e de presenciar uma concorrência cerrada pela lateral-direita no clube, o jogador foi colocado à disposição pelo próprio treinador, que, em coletiva, afirmou: "O chefe escolhe com quem trabalhar."
Diante de tal situação, em 16 de janeiro de 2013, Gabriel rescindiu seu contrato com os gremistas e segue livre para assinar com algum clube interessado. No clube entre 2010 e 2013, o lateral teve excelente desempenho sob o comando de Renato Gaúcho, mas com a chegada de Vanderlei Luxemburgo perdeu espaço para, por exemplo, Mário Fernandes e Pará. Não conseguiu se estabelecer na posição por ter problemas de posicionamento e não conseguir seguir esquemas táticos propostos pelos técnicos Celso Roth, Caio Jr. e Luxemburgo, fato que acarretou na situação de dispensável pelo clube.
No quesito números, foram 81 partidas e cinco gols anotados.
Menos de um dia após sua rescisão, Gabriel assinou contrato com o rival do Grêmio, o Internacional. Menos de um dia depois de ser apresentado ao Colorado, Gabriel se destacou em seu primeiro treino, marcando, inclusive, um gol. Marcou seu primeiro gol pelo Inter na final da Taça Piratini de 2013 contra o São Luiz de Ijuí e vem sendo titular absoluto com o técnico Dunga.
Ao fim do brasileirão de 2013, o Inter anunciou que não renovaria com Gabriel.. Gabriel assim começou muito bem sua temporada no Inter assim como tinha sido no rival Grêmio, destacando-se sempre pelo apoio ao ataque pelo lado direito juntamente com Andrés D'Alessandro maestro da equipe que caia bastante pelo lado de Gabriel para tabelar com o lateral. No segundo semestre Gabriel começou a cair de rendimento, uma de suas principais deficiências começou a aparecer, o fraco poder de marcação o que irritava a torcida colorada. Em alguns jogos Gabriel ficou de fora por lesão ou por questão tecnica, sendo substituido pelo Meia-Atacante Jorge Henrique que jogou em algumas partidas improvisado na Lateral, por Claudio Winck lateral da base colorada e por Ednei um dos destaques do Veranópolis no Gauchão e que chegou para ser a sombra de Gabriel.
Em 14 de julho de 2015, Gabriel acertou com o Fort Lauderdale Strikers até o final do ano. No mesmo mês fez sua estreia, com a camisa 10, e seu clube venceu o Tampa Bay Rowdies por 3 a 1.
Seu último clube foi o Miami Dade.

## Jogos pela Seleção Brasileira
| Nº | Data                | Competição | Local              |        | Placar | Adversário | Gols | Ref.   |
| -- | ------------------- | ---------- | ------------------ | ------ | ------ | ---------- | ---- | ------ |
| 1  | 27 de abril de 2005 | Amistoso   | São Paulo (Brasil) | Brasil | 3 – 0  | Guatemala  | 0    | [ 15 ] |

## Títulos
São Paulo
- Torneio Rio-São Paulo: 2001
- Supercampeonato Paulista: 2002

Fluminense
- Campeonato Carioca: 2005
- Taça Rio: 2005

Internacional
- Taça Piratini: 2013
- Taça Farroupilha: 2013
- Campeonato Gaúcho: 2013

## Prêmios
Fluminense
- Melhor Jogador Campeonato Carioca: 2005[16]
- Seleção do Campeonato Brasileiro: 2005